# The Köln Concert
The Köln Concert (Het Keulenconcert) is een livealbum van de Amerikaanse jazz-pianist en componist Keith Jarrett

## Geschiedenis
De start van het soloconcert op 24 januari 1975 ging niet van een leien dak. Jarrett kwam, slecht uitgeslapen, pas laat in het Operagebouw van Keulen en moest nog snel een maaltijd tot zich nemen. De concertpromotor, een jonge Vera Brandes, later eigenaar van VeRaBra Records mocht Jarrett brengen. Jarrett had om een Bösendorfer Imperial concertpiano gevraagd, maar op het podium stond een kleine Bösendorfer; eigenlijk een repetitieversie. Het duurde vijf uur om die piano te stemmen naar Jarretts zin. Het was een avond met kleine tegenslagen, maar de recensies over het concert waren positief. Toen de dubbelelpee uitkwam onder ECM Records-catalogus 1064/65 begon hij gestaag te verkopen; het werd het best verkochte album van ECM Records en een van de best verkochte jazzalbums aller tijden. In 2007 had Eicher het over 3,5 miljoen stuks.

## Elpee
Jarrett wilde gezien het bovenstaande eigenlijk niet spelen, maar besloot op het laatste moment toch op te treden. De geluidstechnici van ECM Records plaatsten de microfoons voor wat in eerste instantie een privé-opname zou worden. De opnamen op de banden waren echter zo goed, dat de eigenaar van het platenlabel Manfred Eicher toch besloot ze uit te geven. ECM Records kwam toen met een probleem te zitten. Jarrett, beroemd en berucht vanwege zijn lange improvisaties had bij zijn spel geen rekening gehouden met de speelduur van een elpee-kant. Deel twee moest daarom uit elkaar getrokken worden zodat het op twee platen geperst kon worden. Het vreemde was dat deel 2 dus niet verspreid over twee elpeekanten werd, maar ook over twee platen.

## Tracks
De eerste tijd is van de elpee, de tweede van de cd:

| Nr. | Titel  | Duur        |
| --- | ------ | ----------- |
| 1.  | Part I | 26:15/26:01 |

| Nr. | Titel     | Duur        |
| --- | --------- | ----------- |
| 1.  | Part II-a | 15:00/14:54 |

| Nr. | Titel     | Duur        |
| --- | --------- | ----------- |
| 1.  | Part II-b | 19:19/18:13 |

| Nr. | Titel                    | Duur      |
| --- | ------------------------ | --------- |
| 1.  | Part II-c (en/of encore) | 6:59/6:59 |

## Muziek
Het album is geheel instrumentaal, behalve dan het gemurmel van Jarrett achter de piano; een gelijkenis die hij had met Oscar Peterson, die soms ook mee neuriede met zijn eigen improvisaties. Jarrett gaat tijdens zijn concerten geheel op in zijn spel en daarbij kan het voorkomen dat het minutenlang op één akkoordenschema blijft hangen, in dit geval een riff op het a-mineur septime-akkoord. En dat herhaalt zich in deel twee een keer op een D-majeur-akkoord; in deel 2-a; deel 2-b geeft een fis-mineur-akkoordenschema. Die riffs hebben bij Jarretts spel iets weg van minimal music. Wellicht speelde Jarrett op deze manier omdat het hoge register van de piano niet helemaal-je-van-dat was.
Vanuit Japan, waar het album mateloos populair is, kwam op een gegeven moment het verzoek om een uitgeschreven pianopartij, zodat aanstormend talent de muziek kon (na)spelen. Jarrett houdt daar totaal niet van; het is die dag of die improvisatie, zoals het die dag of improvisatie is. Uiteindelijk bleek hij er niet om heen te kunnen, ook al vanwege het feit dat het concert was vastgelegd. Na enig wikken en wegen is de transcriptie er toch gekomen, zij het met de opmerking van Jarrett, dat het vooral als uitgangspunt moest worden beschouwd voor verdere verkenning.

## Filmmuziek
Jarrett heeft een ambivalent gevoel bij dit album; hij zei het album te zien als een soundtrack; twee regisseurs gebruikten ook delen van het concert:
- Nicolas Roeg in zijn film Bad Timing
- Nanni Moretti in de Caro diario (Dear Diary).

## Versies
Het album verscheen op achtereenvolgend op
- dubbelelpee
- muziekcassette
- het verscheen bijzonder snel op compact disc: 29 juni 1983; het kostte toen NLG 51,50 in Nederland; in Duitsland was de prijs rond de 29,50 Duitse mark; een geremasterde Japanse versie verscheen in 2008.
- 180 gram dubbelelpee op 26 maart 2010.

De overgang op de compact disc is nu niet hoorbaar, maar bleef door een indexering gescheiden.

## ECM Records
Jarrett nam in die dagen op voor twee platenlabels; voor ECM en Impulse Records; het vorige en volgende album uit het kader rechtsboven zijn verschenen op Impulse. Voor ECM Records waren dat respectievelijk Belonging en Arbour Zena.

## Hitnotering
In Nederland stond het album in juni 2012 één week op nummer 1 genoteerd in de Midprice Top 50. 

### VlaamseUltratop 100Albums
| Hitnotering: 11-02-2012 t/m | Hitnotering: 11-02-2012 t/m | Hitnotering: 11-02-2012 t/m | Hitnotering: 11-02-2012 t/m | Hitnotering: 11-02-2012 t/m | Hitnotering: 11-02-2012 t/m | Hitnotering: 11-02-2012 t/m | Hitnotering: 11-02-2012 t/m | Hitnotering: 11-02-2012 t/m | Hitnotering: 11-02-2012 t/m | Hitnotering: 11-02-2012 t/m | Hitnotering: 11-02-2012 t/m | Hitnotering: 11-02-2012 t/m | Hitnotering: 11-02-2012 t/m | Hitnotering: 11-02-2012 t/m | Hitnotering: 11-02-2012 t/m | Hitnotering: 11-02-2012 t/m | Hitnotering: 11-02-2012 t/m | Hitnotering: 11-02-2012 t/m | Hitnotering: 11-02-2012 t/m | Hitnotering: 11-02-2012 t/m |
| Week:                       | 1                           | 2                           | 3                           | 4                           | 5                           | 6                           | 7                           | 8                           | 9                           | 10                          | 11                          | 12                          | 13                          | 14                          | 15                          | 16                          | 17                          | 18                          | 19                          | 20                          |
| --------------------------- | --------------------------- | --------------------------- | --------------------------- | --------------------------- | --------------------------- | --------------------------- | --------------------------- | --------------------------- | --------------------------- | --------------------------- | --------------------------- | --------------------------- | --------------------------- | --------------------------- | --------------------------- | --------------------------- | --------------------------- | --------------------------- | --------------------------- | --------------------------- |
| Positie:                    | 60                          |                             |                             |                             |                             |                             |                             |                             |                             |                             |                             |                             |                             |                             |                             |                             |                             |                             |                             |                             |